# The Band Perry (album)
The Band Perry là album phòng thu đầu tay của ban nhạc thể loại nhạc đồng quê nước Mỹ The Band Perry. Album được phát hành ngày 12 tháng 10 năm 2010 bởi hãng thu âm Republic Nashville. Album bao gồm 5 bài hát từ EP số trước đó của họ The Band Perry (đã phát hành tháng 8 năm 2010), cùng các bài hát khác. Các đĩa đơn từ album này bao gồm "Hip to My Heart", "If I Die Young" và "You Lie".

## Đón nhận về thương mại
Album đạt đến vị trí số 4 trên bảng xếp hạng Billboard 200 sau khi được phát hành. Trong tuần đầu tiên, nó tiêu thụ dược 53,000 bản. và 144.457 tính đến 20 tháng 11 năm 2010.

## Danh sách bài hát
| STT | Nhan đề                   | Sáng tác                                                                  | Thời lượng |
| --- | ------------------------- | ------------------------------------------------------------------------- | ---------- |
| 1.  | "You Lie"                 | Aaron Henningsen, Brian Henningsen, Clara Henningsen                      | 3:36       |
| 2.  | "Hip to My Heart"         | Brett Beavers, Kimberly Perry, Neil Perry, Reid Perry                     | 3:00       |
| 3.  | "If I Die Young"          | K. Perry                                                                  | 3:44       |
| 4.  | "All Your Life"           | C. Henningsen, B. Henningsen                                              | 3:52       |
| 5.  | "Miss You Being Gone"     | A. Henningsen, B. Henningsen, C. Henningsen, K. Perry, N. Perry, R. Perry | 2:56       |
| 6.  | "Double Heart"            | Beavers, K. Perry, N. Perry, R. Perry                                     | 3:38       |
| 7.  | "Postcard from Paris"     | Jeff Cohen, Kara DioGuardi, K. Perry. N. Perry, R. Perry                  | 3:36       |
| 8.  | "Walk Me Down the Middle" | K. Perry, N. Perry, R. Perry                                              | 4:01       |
| 9.  | "Independence"            | A. Henningsen, B. Henningsen, C. Henningsen, K. Perry, N. Perry, R. Perry | 3:37       |
| 10. | "Quittin' You"            | K. Perry, N. Perry, R. Perry                                              | 3:20       |
| 11. | "Lasso"                   | A. Henningsen, B. Henningsen, C. Henningsen, K. Perry, N. Perry, R. Perry | 4:25       |

## Xếp hạng
| Bảng xếp hạng (2010)          | Vị trí cao nhất |
| ----------------------------- | --------------- |
| U.S. Billboard 200            | 4               |
| U.S. Billboard Country Albums | 2               |